# 보기맨

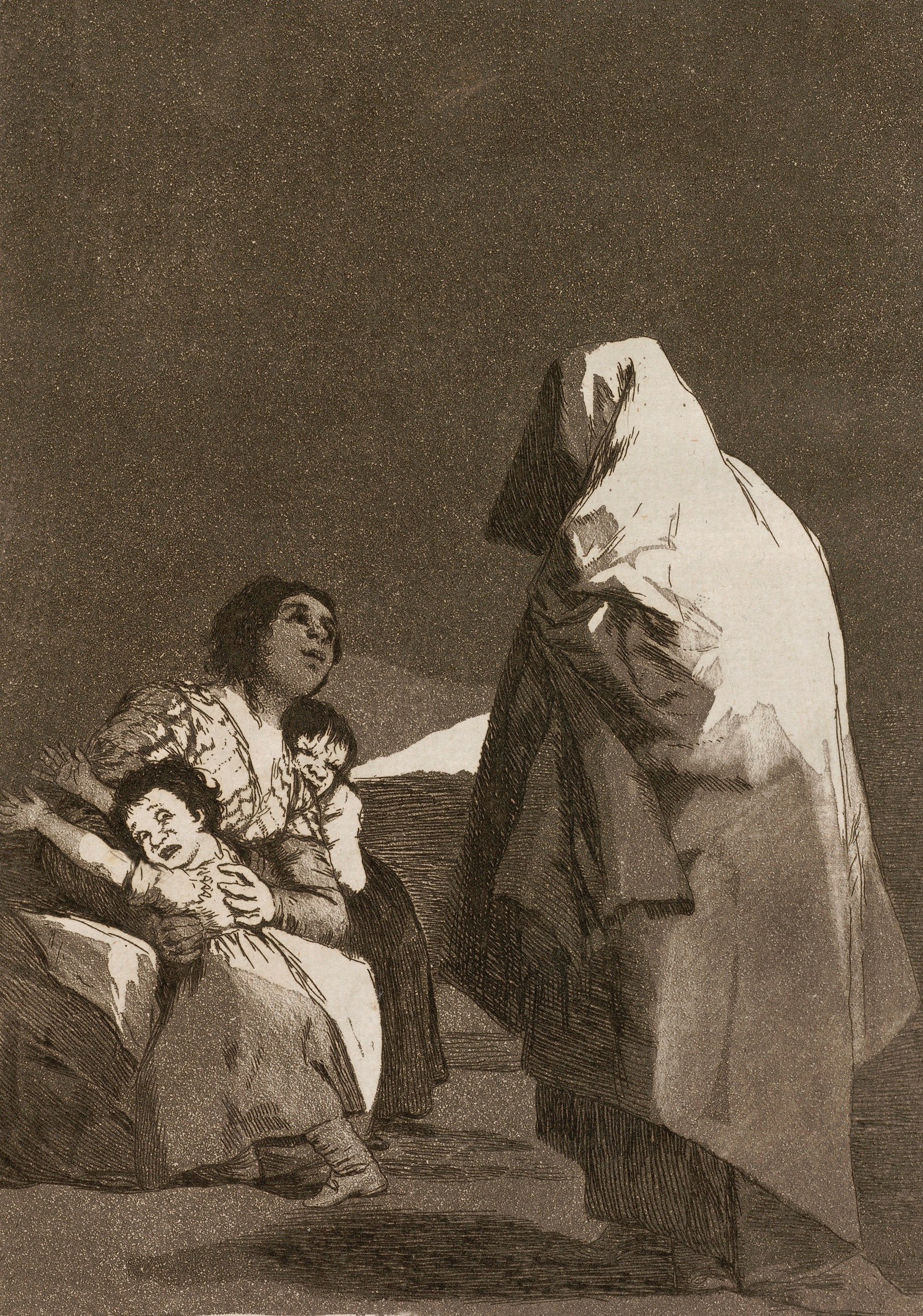

보기맨(bogeyman, bogyman, 영어 발음: /ˈboʊɡimæn/) 혹은 보기(bogy, bogey)는 전설의 유령 또는 도깨비와 유사한 괴물이다. 보기맨은 어떠한 특정도 모양도 없다. 종종 보기맨은 아이들의 마음 속에서 어떤 형태도 없이 단순히 부정형의 공포가 구체화 된 것이기도 하다. 무서운 인물이나 사건에 대해 은유적으로 사용되는 경우도 있다. 부모는 아이가 말을 듣지 않을 때 보기맨이 위협한다고도 말한다.
영화 《살인 소설》(2012) 속에도 보기맨이 등장한다. 보기맨은 포켓몬스터 슬리퍼처럼 아이들을 어딘가로 데려가는데, 부모가 "보기맨이 너 잡아간다!"라고 해야 잡아갈 수 있는 조건이 있다.
부기맨(boogieman, boogeyman, boogieman, 영어 발음: /ˈbʊgiˌmæn/), 부기 몬스터(boogie monster), 부기 우기(boogie woogie) 등으로도 불린다.

## 같이 보기
- 앨버트 피시
- 바바 야가
- 구울
- 잭 더 리퍼
- 갓파
- 크람푸스
- 마이클 마이어스
- 스프링힐드 잭
- 슬렌더맨
- 더벅머리 페터
- 염라대왕